# Maria von Antiochien
Maria von Antiochien oder von Antiochia († nach 10. Dezember 1307) war die Tochter des Fürsten Bohemund IV. von Antiochia aus dessen zweiter Ehe mit Melusine von Jerusalem, der Tochter von König Amalrich II. von Jerusalem.
Seit der Eroberung Antiochias durch die Mamluken 1268 lebte sie in Akkon. Nach dem Tod Konradins beanspruchte Maria den Titel einer Königin von Jerusalem, doch das Haute Cour von Jerusalem wies ihre Ansprüche auf die Krone zurück. Sie legte förmlichen Protest gegen die Krönung König Hugos I. von Jerusalem, den Urenkel Amalrichs II. in direkter männlicher Linie, ein und reiste nach Rom, um bei der päpstlichen Kurie Berufung gegen das Urteil des Haute Cour einzulegen. Sie erreichte, dass ihre Sache 1274 beim Konzil von Lyon vorgelegt wurde, wo aber ebenfalls gegen sie entschieden wurde. Auf Vermittlung von Papst Gregor X. verkaufte sie im März 1277 ihre angeblichen Ansprüche auf die Krone von Jerusalem an Karl von Anjou. Karl von Anjou war damit ein Gegenkönig gegen König Hugo I. von Jerusalem.